# Grania hylae
Grania hylae är en ringmaskart som beskrevs av Locke och Coates 1999. Grania hylae ingår i släktet Grania och familjen småringmaskar. Inga underarter finns listade i Catalogue of Life.